# 조순형
조순형(趙舜衡, 1935년 3월 10일~)은 대한민국의 기업인 출신 정치인이다, 제11·12·14·15·16·17·18대 국회의원(7선)을 지냈다. 19대 총선에 사퇴를 하고 이후에는 새누리당과 선진통일당에 합당을 하여 정계 은퇴를 선언하였다. 19대 총선 사퇴를 이후 2012년에 조선일보 일반고문을 맡기고 2012년 6월에 조선일보 독고권익보호위원장을 임명을 하고 2022년에 퇴임을 했다.

## 생애

### 정계에 입문하기까지
그는 미국 조지타운 대학교를 다니던 중 귀국하여 삼성물산에서 과장을 지냈다. 당시 12.12 쿠데타로 집권한 전두환은 국회를 해산시키고 제1야당 신민당의 중진이었던 그의 형 조윤형을 정치활동규제자로 묶었다. 신군부에 의해 금배지를 억울하게 뺏긴 조윤형은 동생인 그에게 국회의원 출마를 권유했고, 그는 서울 성북구에서 무소속으로 출마해 서울지역 무소속으로는 유일하게 1위로 당선된다.
이 후 황명수, 권노갑 등과 함께 민주화추진협의회와 신한민주당의 발기인으로 참여했으며, 12대 총선에서는 형 조윤형이 정치활동규제자에서 제외된 뒤 성북구에 출마하면서 도봉구로 옮겨서 출마했으나 신한민주당 선풍에 편승해 여유있게 1위로 당선된다.

### 통일민주당과한겨레민주당시절
1986년 신한민주당 총재 이민우의 "이민우 구상" 이후 동교동계와 상도동계는 통일민주당을 창당해 1987년 대통령 선거에 대비한다. 하지만 동교동계가 김대중의 대통령후보 당위성을 역설하며 평화민주당을 창당해 떨어져나가자 조순형은 이철, 예춘호, 홍사덕, 박찬종과 함께 후보단일화를 주장하며 통일민주당사에서 삭발농성을 펼친다. 하지만 이 삭발농성도 무색하게 야권은 분열되었고 노태우가 대통령에 당선된다.
이에 실망한 조순형은 후보단일화를 주장하던 예춘호, 홍사덕과 민청학련 사건에 연루되었던 유인태, 제정구, 원혜영, 정태윤과 함께 한겨레민주당을 창당해 13대 총선에 출마하나 신오철에게 패해 낙선한다.

### 야권통합을 추진하다
1990년 3당 합당을 거부한 이기택, 노무현, 장석화 등이 민주당을 창당했고, 그는 유인태, 홍사덕, 박찬종, 이철과 함께 꼬마민주당에 합류한다. 이 후 꼬마민주당은 김대중의 신민주연합당과 합당해 민주당(통합민주당)으로 이름을 바꾼다. 하지만 이 야권통합도 무색하게 14대 대통령선거에서 김대중은 낙마하면서 정계를 은퇴했다가 1995년 지방선거의 승리를 계기로 새정치국민회의를 창당해 정계에 복귀한다. 이때 조순형은 다른 꼬마민주당 출신과는 달리 국민회의에 합류하게 된다.

### 킹메이커에서 탄핵사태 주역으로
1997년의 제15대 대통령 선거에서 김대중이 당선되면서 그는 정치입문 16년 만에 여당이 되었고, 이 후 국회의장 및 법무부 장관 후보로 하마평에 오르내리나 국회 교육위원회 위원장에 만족해야만 했다. 하지만 2002년의 제16대 대통령 선거에서 공동 선거대책위원장으로 지방선거 참패 및 정몽준과의 후보단일화 과정에서 수도권 지역 국회의원들이 대거 한나라당으로 옮기자 이를 잘 막아내면서 노무현 대통령 당선에 기여한다.
하지만 2003년 새천년민주당을 탈당해 열린우리당을 창당한 친노세력들을 비판하며 새천년민주당에 잔류해 그 해 11월에는 당 대표에 선출되었다. 2004년 3월에는 자유민주연합, 한나라당과 함께 노무현 대통령 탄핵 소추안을 국회에 상정해 통과시켰지만 그 역풍으로 17대 총선에서는 낙선한다. 그러나 호남을 텃밭으로 하는 새천년 민주당 소속으로서 지역주의를 타파하기 위해 자진하여 한나라당의 텃밭 중의 텃밭인 대구에 출마한 것은 높이 평가받았다. 
2006년 7월 26일에 성북을 보궐선거에서 민주당 소속으로 출마하여 미니정당의 열세를 딛고 이변적으로 당선되어, 탄핵 주역으로 17대 총선에서 낙마한 지 2년 만에 화려하게 국회에 복귀하였다. 2007년 제17대 대통령 선거를 앞두고 민주당 대통령경선에 출마하여 범여권 대선 주자 2위에 오랜기간 머물기도 했지만 이인제에게 밀리면서 중도사퇴한 뒤 민주당을 탈당했고, 2008년 2월에는 자신과 그동안 노선을 달리하던 이회창의 자유선진당에 입당하여 비례대표로 당선되었다.

### 조병옥친일파논란
2005년 9월 30일 동국대학교 교수 강정구가 서울대학교에서 열린 ‘민주화를 위한 전국교수협의회’ 주최 토론회에서 "한·미동맹이 없었다면 친일파 후예들이 정치사에 발붙일 수 없었다"고 하였다. 그리고 친일파후예의 대표적 사례로 조 전 대표와 박관용(朴寬用) 전 국회의장, 한나라당 박근혜(朴槿惠) 대표, 열린우리당 신기남(辛基南) 의원 등을 언급했다. 조병옥 등이 친일파로 언급되자, 2005년 10월 16일 조순형은 동국대 강정구교수를 사자(死者) 명예훼손 등의 혐의로 서울중앙지검에 고소하겠다고 언론에 발표, '조병옥 선생 기념사업회'와 함께 17일 제출할 고소장에서 "고 조병옥 박사는 일제강점기에 광주학생 항일운동과 흥사단 사건 등으로 5년여의 옥고를 치러 건국훈장 독립장을 받았다"며 "강 교수의 허위 발언으로 그의 명예를 훼손했다"고 언론에 발표했다.

## 학력
- 1948년 서울돈암국민학교 졸업
- 1951년 서울중학교 졸업
- 1954년 서울고등학교 졸업
- 1959년 서울대학교 법과대학 LL.B.
- 1962년 조지타운 대학교 대학원 경제학 석사

## 가족 관계
3남 2녀 중 3남이다.
- 할아버지: 조인원(趙仁元, 1865년 5월 2일~1932년 1월 25일)
- 할머니: 남양 홍씨(南陽 洪氏)
  - 아버지: 조병옥(趙炳玉, 1894년 5월 21일~1960년 2월 15일)
  - 어머니: 노정면(盧禎冕, 1895년~1976년 12월 3일)
    - 형: 조준형(趙準衡, 1921년~2000년)
    - 누나: 조숙형(趙淑衡, 1922년~)
    - 형: 조윤형(趙尹衡, 1932년 11월 26일~1996년 2월 2일)
    - 배우자: 김금지(金錦枝, 1942년 3월 13일~)
      - 아들: 조성덕(趙成德, 1970년 1월 24일~)
      - 딸: 조소영(趙素瑛, 1971년 12월 28일~)

## 역대 선거 결과
|  | 24.69% |

|  | 42.35% |

|  | 14.86% |

|  | 44.31% |

|  | 45.28% |

|  | 46.45% |

|  | 12.21% |

|  | 44.29% |

|  | 6.84% |

## 소속 정당
| 소속 정당 | 소속 정당      | 소속 기간 | 비고           |
| --------- | -------------- | --------- | -------------- |
|           | 신민당         | 1969~1980 | 정계 입문      |
|           | 무소속         | 1980~1985 | 정당 해산      |
|           | 신한민주당     | 1985~1987 | 창당           |
|           | 무소속         | 1987      | 탈당           |
|           | 통일민주당     | 1987      | 창당           |
|           | 무소속         | 1987~1988 | 탈당           |
|           | 한겨레민주당   | 1988~1990 | 창당           |
|           | 무소속         | 1990      | 탈당           |
|           | 민주당         | 1990~1991 | 창당           |
|           | 민주당         | 1991~1995 | 합당           |
|           | 무소속         | 1995      | 탈당           |
|           | 새정치국민회의 | 1995~2000 | 창당           |
|           | 새천년민주당   | 2000~2005 | 합당           |
|           | 민주당         | 2005~2007 | 당명 변경      |
|           | 중도통합민주당 | 2007      | 합당           |
|           | 민주당         | 2007      | 당명 변경      |
|           | 무소속         | 2007~2008 | 탈당           |
|           | 자유선진당     | 2008~2012 | 입당           |
|           | 선진통일당     | 2012      | 당명 변경      |
|           | 무소속         | 2012~현재 | 탈당 정계 은퇴 |

## 같이 보기
- 성북구 (1973년 선거구)
- 서울 성북구의 국회의원
- 도봉구 (선거구)
- 서울 도봉구의 국회의원
- 도봉구 병
- 강북구 을
- 서울 강북구의 국회의원
- 성북구 을
- 대한민국 제18대 국회의원 선거 자유선진당 후보 목록#비례대표